# Na Tra Hàng Yêu Ký
Na Tra Hàng Yêu Ký (tiếng Trung: 哪咤降妖记, bính âm: Nǎ Zhà Jiàng Yāo Jì, tiếng Anh: Heroic Journey of Nezha) được cải biên dựa trên câu chuyện thần thoại phiêu lưu của Na Tra con của Trần Đường Quan Tướng quân và Đông Hải Công chúa Tiểu Long Nữ cùng nhau hàng yêu diệt ma, thu phục thế lực tà ác.

## Tóm tắt
Thế gian hạn hán, Na Tra không đành lòng chúng sinh gặp nạn, bèn chạy đến Đông Hải vấn tội, ngộ sát Tam Thái tử Đông Hải Ngao Bính, Đông Hải Long Vương vì thế liền khởi binh đến Trần Đường Quan hỏi tội, Na Tra vì không muốn liên lụy đến phụ mẫu, chính mình tự sát tạ tội, chứng minh trong sạch. Như Lai Phật Tổ nhìn thấy được lòng hiếu tâm, đồng ý cho Thái Ất chân nhân đem Na Tra từ hoa sen trọng sinh tiên thể, nhưng Na Tra có hai việc phải làm. Thứ nhất, quay lại phàm trần, thu phục năm pháp bảo đã mất. Thứ hai, giúp Tiểu Long Nữ đánh bại Xà Cơ, phục hưng Thủy tộc, như vậy mới có thể trả hết mọi tội nghiệt, quay về với gia đình. Sau khi trở về, Na Tra phát hiện đại hạn lúc trước cùng chuyện ngộ sát Ngao Bính đều là thủ đoạn, âm mưu soán vị của Xà Cơ. Nàng cùng Yêu tộc Đại đế liên thủ, đem bốn vị Long vương nhốt lại, khiến cho Long cung đổi chủ, chiếm lấy Tứ Hải. Giữa lúc bị Xà Cơ đuổi giết đến đường cùng, Na Tra cùng Tiểu Long Nữ căn bản không cùng suy nghĩ, luôn đối lập nhau, sau khi trải qua muôn vàn thử thách, tình cảm dần sâu đậm, hai người cùng nhau thu phục năm pháp bảo, phục chấn Đông Hải.

## Diễn viên

### Diễn viên chính
- Tưởng Y Y vai Na Tra

- Lý Diệc Hàng vai Na Tra lúc nhỏ

Con trai Tướng quân Trần Đường Quan Lý Tĩnh, một người dám yêu dám hận, dũng cảm tiến tới, biểu dương chính nghĩa, không phải một tiểu anh hùng bị lời nói đánh bại. Đối với bạn bè trượng nghĩa hiệp khí, tuy rằng quái đản bướng bỉnh, nhưng thiện lương hiếu thuận, cư xử chân thành. Pháp lực cao cường, cổ tay mang Vòng Càn Khôn, thân khoác Hỗn Thiên Lăng, tay cầm Hỏa Tiêm Thương, chân đạp Phong Hỏa Luân, thắt lưng mang Cửu Long Thần Hỏa.
- Ngô Giai Di vai Tiểu Long Nữ

- Thôi Nhã Hàm vai Tiểu Long Nữ lúc nhỏ

Công chúa Đông Hải, là người của Long tộc, Tiểu Long Nữ trời sinh liền mang một tia đại khí.

### Diễn viên phụ
- Đại Siêu vai Ma Ngang
- Chu Thánh Y vai Thủy Tinh Linh/Hỏa Lưu Ly
  - Đào Dịch Hy vai Thủy Tinh Linh lúc nhỏ
- Lưu Phượng Bân vai Lý Tĩnh
- Ngô Dạng vai Diêu Thuần Thuần
- Địch Long vai Thái Ất Chân Nhân
- Hoàng Kiến Quần vai Đông Hải Long Vương Ngao Quảng
- Ngụy Nguy vai Phong Hỏa Luân/Phong Tiêu Ca
- Đinh Khê Hạc vai Vòng Càn Khôn/Huyền Minh Đại Sĩ
- Thôi Điềm Y vai Hỗn Thiên Lăng/Lăng Nhi
- Sư Minh Trạch vai Hỏa Tiêm Thương/Hỏa Long Sứ Giả
- Hồ Linh Manh vai Thần Hỏa Nữ/Viêm Cơ
- Hàn Suất vai Ngao Yết
- Cao Tử Kỳ vai Dương Tiễn
- Tang Hồng Na vai Dương Thẩm/Hồ Ly Ma Ma
- Ngô Đình Diệp vai Yêu Tộc Đại đế
- Lý Hân Nhạc vai Ngọc Tiêm/Xà Cơ
- Hạ Yên vai Ngư Cơ
- Uyển Quỳnh Đan vai Quy Tiên Nhân
- Chu Sĩ Kỳ vai Quy Nộ
- Phương Gia Dực vai Sửu Tể Tướng
- Ngụy Bỉnh Hoa vai Hắc Ám Sứ Giả
- Vương Mỹ Tâm vai Mai tỷ tỷ
- Mã Mộng Kiều vai Hồ Tiểu Ngọc
- Chu Vân Thâm vai Nam Hải Long Vương
- Hứa Giai Trình vai Bắc Hải Long Vương
- Duẫn Hy Thủy vai Minh Vương
- Cao Vũ Dương vai Cô Cô Oa
- Thi Tuyền vai Đô Đô Oa
- Bành Sĩ Đằng vai Ngao Bính
- Lý Ân Tây vai Dã Cúc
- Hoàng Tư Hàm vai Khổng Tước
- Triệu Anh Tử vai Bạch Trạch
- Lương Ái Lâm vai Thanh Loan
- Cát Dương Hy vai Chu Yếm
- Lâm Sam vai Lý Sở Phi

## Rating

### Truyền hình Hồ Nam
| Tập   | Ngày phát sóng   | Rating CSM59 | Rating CSM59 | Rating CSM59                 | Rating toàn quốc | Rating toàn quốc | Rating toàn quốc             |
| Tập   | Ngày phát sóng   | Rating       | Thị phần     | Xếp hạng phim cùng khung giờ | Rating           | Thị phần         | Xếp hạng phim cùng khung giờ |
| ----- | ---------------- | ------------ | ------------ | ---------------------------- | ---------------- | ---------------- | ---------------------------- |
| 1-2   | 15 tháng 6, 2020 | 1.371        | 12.341       | 1                            | 0.45             | 5.71             | 1                            |
| 3-4   | 16 tháng 6, 2020 | 1.056        | 9.354        | 1                            | 0.39             | 4.83             | 1                            |
| 5-6   | 22 tháng 6, 2020 | 1.022        | 9.280        | 1                            | 0.4              | 5.12             | 1                            |
| 7-8   | 23 tháng 6, 2020 | 1.496        | 13.840       | 1                            | 0.53             | 6.54             | 1                            |
| 9-10  | 29 tháng 6, 2020 | 1.320        | 11.251       | 1                            | 0.42             | 4.87             | 1                            |
| 11-12 | 30 tháng 6, 2020 | 1.081        | 10.731       | 1                            | 0.38             | 5.23             | 1                            |
| 13-14 | 6 tháng 7, 2020  | 1.152        | 9.552        | 1                            | 0.51             | 6.15             | 1                            |
| 15-16 | 7 tháng 7, 2020  | 1.237        | 11.208       | 1                            | 0.51             | 6.15             | 1                            |
| 17-18 | 8 tháng 7, 2020  | 1.237        | 11.208       | 1                            | 0.51             | 6.15             | 1                            |
| 19-20 | 13 tháng 7, 2020 | 1.328        | 11.290       | 1                            | 0.54             | 5.89             | 1                            |
| 21-22 | 14 tháng 7, 2020 | 1.479        | 11.078       | 1                            | 0.54             | 7.36             | 1                            |
| 23-24 | 15 tháng 7, 2020 | 1.357        | 12.486       | 1                            | 0.51             | 6.32             | 1                            |
| 25-26 | 20 tháng 7, 2020 | 1.215        | 10.096       | 1                            | 0.53             | 5.96             | 1                            |
| 27-28 | 21 tháng 7, 2020 | 1.229        | 11.075       | 1                            | 0.54             | 6.45             | 1                            |
| 29-30 | 22 tháng 7, 2020 | 1.257        | 10.97        | 1                            | 0.47             | 5.4              | 1                            |
| 31-32 | 27 tháng 7, 2020 | 1.220        | 10.65        | 1                            | 0.49             | 5.66             | 1                            |
| 33-34 | 28 tháng 7, 2020 | 1.291        | 11.24        | 1                            | 0.56             | 6.15             | 1                            |
| 35-36 | 29 tháng 7, 2020 | 1.171        | 10.42        | 1                            | 0.51             | 5.92             | 1                            |
| 37-38 | 3 tháng 8, 2020  | 1.229        | 10.51        | 1                            | 0.5              | 5.67             | 1                            |
| 39-40 | 4 tháng 8, 2020  | 1.204        | 10.22        | 1                            | 0.55             | 5.91             | 1                            |
| 41-42 | 5 tháng 8, 2020  | 1.322        | 10.85        | 1                            | 0.59             | 6.34             | 1                            |
| 43-44 | 10 tháng 8, 2020 | 1.52         | 13.11        | 1                            | 0.61             | 7.19             | 1                            |
| 45-46 | 11 tháng 8, 2020 | 1.352        | 11.69        | 1                            | 0.64             | 7.37             | 1                            |
| 47-48 | 12 tháng 8, 2020 | 1.355        | 12.76        | 1                            | 0.74             | 8.36             | 1                            |

## Nhạc phim
| STT              | Nhan đề                       | Phổ lời          | Phổ nhạc         | Ca sĩ            | Thời lượng |
| ---------------- | ----------------------------- | ---------------- | ---------------- | ---------------- | ---------- |
| 1.               | "Náo (闹)"                    | Nghiêm Nghệ Đan  | Nghiêm Nghệ Đan  | Nghiêm Nghệ Đan  | 3:37       |
| 2.               | "Na Tra (哪吒)"               | Nghiêm Nghệ Đan  | Nghiêm Nghệ Đan  | Nghiêm Nghệ Đan  | 4:07       |
| 3.               | "Chẳng Qua Là Yêu (不过是爱)" | Nghiêm Nghệ Đan  | Nghiêm Nghệ Đan  | Nghiêm Nghệ Đan  | 2:55       |
| Tổng thời lượng: | Tổng thời lượng:              | Tổng thời lượng: | Tổng thời lượng: | Tổng thời lượng: | 10:39      |